# Лауритсен, Тобиас (футболист, 2004)
Тобиас Лауритсен (дат. Tobias Lauritsen; род. 18 июня 2004, Раннерс, Орхус) — датский футболист, полузащитник клуба «Вайле».

## Клубная карьера
Лауритсен — воспитанник клубов «Химмелев-Видделев», «Роскилле» и «Вайле». 17 августа 2022 года в матче против «Нестведа» он дебютировал в Первой лиге Дании в составе последних. 4 июля 2023 года в поединке против «Вендсиссела» Тобиас забил свой первый гол за «Вайле». По итогам сезона игрок помог клубу выйти в элиту. 23 июля в матче против «Орхуса» он дебютировал в датской Суперлиге.